# Селивёрстова, Ольга Юрьевна
О́льга Ю́рьевна Селивёрстова (род. 5 апреля 1959 года, Калуга) — российский политический и государственный деятель, депутат Государственной думы IV созыва от партии «Единая Россия».

## Биография
Родилась 5 апреля 1959 года в Калуге. Работала на Карачевской птицефабрике.
В 1992 году окончила Калужский государственный педагогический институт им. К. Э. Циолковского, в 1999 — Московский государственный социальный университет.
Работала управляющим делами Московского районного исполкома города Калуга, заместителем главы администрации Московского округа Калуги по социальным вопросам, была председателем Черносвитинского сельского Совета[когда?]

. Была депутатом калужской Городской думы. На момент избрания депутатом Государственной Думы РФ в 2003 году — директор департамента социальной политики Правительства Калужской области. Член фракции «Единая Россия» и комитета ГД по делам ветеранов.
С 27 июня 2008 года возглавляла Ульяновский район Калужской области. В 2013 году была вынуждена покинуть занимаемую должность по причине возбуждения против неё уголовных дел по статьям УК РФ: «Злоупотребление должностными полномочиями» и «Мошенничество с использованием должностного положения». С учетом того, что Селивёрстова возместила нанесенный ею ущерб, представила положительные характеристики с места последней работы и имеет малолетнего ребенка и раскаяния в содеянном подсудимой, суд не стал лишать её свободы. Итоговый приговор — штраф в размере 400 тысяч рублей.
Награждена нагрудным знаком «Почетный работник Минтруда России».
Замужем. Трое детей.

## Награды
- Медаль ордена «За заслуги перед Отечеством» II степени (8 ноября 2007 года) — за заслуги в законотворческой деятельности, укреплении и развитии российской государственности[8]